# Peter Robert Franke
Peter Robert Franke (Lüdenscheid, 2 novembre 1926 – 30 dicembre 2018) è stato un numismatico e storico tedesco.

## Biografia
Studiò storia antica a Monaco ed Erlangen e si laureò nel 1956 con una tesi sull'Epiro. 
Nel 1961 ebbe l'abilitazione a Erlangen con uno studio sulla monetazione dell'Epiro e iniziò l'attività di Privatdozent per la storia antica. Nel 1964 divenne collaboratore scientifico alla sezione ateniese del Deutsches Archäologisches Institut, mentre nel 1967 fu docente a Monaco. Nello stesso anno ebbe un incarico come professore di storia antica all'Università della Saarland, da lui conservato fino al 1994, quando divenne professore emerito. Fu membro della Numismatische Kommission der Länder in der Bundesrepublik Deutschland.
Un punto fondamentale del lavoro di Franke era la numismatica antica. Nel 1964 pubblicò un ampio volume di immagini, Die griechische Münze (Le monete greche) con le foto di Max Hirmer. Collaborò a diversi volumi delle serie Die Fundmünzen der römischen Zeit in Deutschland e Sylloge nummorum Graecorum.

## Riconoscimenti
Nel 1988 è stato premiato con la  Medaglia della Royal Numismatic Society e nel 1992 con la Archer M. Huntington Medal. 
Franke era membro ordinario del Deutsches Archäologisches Institut.

## Ritratto
- 1996 medaglia in bronzo fuso, 102 mm. Medaglista: Carl Vezerfi-Clemm. Bibliografia: Deutsche Gesellschaft für Medaillenkunst, vol. 18, 2003, p. 172, Nr. 17, figura.

## Lavori
- Alt-Epirus und das Königtum der Molosser. Lassleben, Kallmünz 1955.
- Die antiken Münzen von Epirus. Band 1. Poleis, Stämme und epirotischer Bund bis 27 v. Chr. Text- und Tafelband. Steiner, Wiesbaden 1961.
- Römische Kaiserporträts im Münzbild. foto di  Max Hirmer. Hirmer, München 1961.
- Die griechische Münze. foto di  Max Hirmer. Hirmer, München 1964. 2. Auflage 1972, ISBN 3-7774-2530-3.
- Kleinasien zur Römerzeit. Griechisches Leben im Spiegel der Münzen. Beck, München 1968.
- Albanien im Altertum (= Antike Welt. Sondernummer). Raggi, Feldmeilen 1983.
- mit Margret Karola Nollé: Die Homonoia-Münzen Kleinasiens und der thrakischen Randgebiet. Band 1. Saarbrücker Druck- und Verl., Saarbrücken 1997, ISBN 3-930843-26-9.
- mit Helmut Meyer, J. Schäffer: Hausschweine in der griechisch-römischen Antike. Eine morphologische und kulturhistorische Studie. Isensee, Oldenburg 2004, ISBN 3-89995-083-6.